# Гонець скельний
Гонець скельний (Xenicus gilviventris) — вид горобцеподібних птахів родини стрільцевих (Acanthisittidae).

## Поширення
Ендемік Нової Зеландії. Поширений у гірських районах Південного острова. За оцінками 2005 року, загальна чисельність виду не перевищує 10 тис. птахів.

## Опис
Це дрібні птахи, завдовжки 7-10 см, вагою 16-20 г, з коротким хвостом і на довгих ніжках. У них короткі, слабкі крила і вони погано літають. У самців верхня частина тлі зеленого кольору, за винятком чорно-білих махових пір'їн. Нижня частина тіла сіруватого забарвлення. Надбрівна смуга біла, через око від дзьоба проходить тонка чорна смуга. У самиць верх тіла сіро-коричневий, а надбрівна суга брудно-жовтого відтінку.

## Спосіб життя
Гонець скельний мешкає у субальпійських луках, гірських рідколіссях і відкритих лісах. Тримається поодинці або парами. Більшу частину дня проводять на землі у пошуках поживи. Живляться комахами та іншими дрібними безхребетними. У сезон розмноження утворюють моногамні пари. Репродуктивний сезон триває з вересня по січень. Гніздо у форму кулі, з трави, моху, пір'я, будує у тріщинах скель. У гнізді 2-5 світлих яйця. Інкубація триває два тижні. Про потомство піклуються обидва батьки. Через 24 дні пташенята покидають гніздо, а самостіними стають у місячному віці.